# 園田・姫路競馬ダイジェスト&中継
園田・姫路競馬ダイジェスト&中継（そのだ・ひめじけいばだいじぇすと&ちゅうけい）はサンテレビジョンで放送されていた兵庫県競馬組合（園田競馬場、姫路競馬場）の関連番組である。

## 競馬中継
- 1980年代後半から不定期で重賞レースを中心に中継を開始し、1990年代に入ってから毎週の定期放送になる。
- 原則として毎週水曜日15時30分 - 16時30分に放送されていた。以前は重賞競走や騎手招待レースが開催される場合にも15時00分からの拡大編で放送されていたが、2004年度からは基本的にそれらも水曜日のみの放送となった。また記者の解説も2004年度からは重賞レース開催時のみで、それ以外は清水ひろみによるナビゲーションだけとなった。（競馬専門紙・競馬キンキのトラックマンによる解説文の紹介は行っている）なお、定時での中継放送は2004年度（2005年3月30日まで）を最後に終了することになり、代ってスカイパーフェクTV!・一部ケーブルテレビ向けのハッピー241での全レース生中継を行っていたが、ハッピー241の運営会社の経営悪化により、2008年9月30日でこちらも一旦打ち切られた。現在は地方競馬ナインにて実施中。
- 2008年11月3日には、園田で初めてJBCスプリントとJBCクラシックが行われるためにサンテレビとグリーンチャンネルでも14時00分から16時00分まで中継した。

### 歴代キャスター
- 初代（スタート時から1995年度）　鏡宏一
- 2代目（1996年度から2003年度）　高山トモヒロ（ケツカッチン　但しこの番組では本名の高山知浩として出演）
- 3代目（2004年度）　清水ひろみ

初代、2代目には女性のアシスタントが加わった。
なお、ハッピー241での中継では実況以外の司会・進行や解説者の出演は無い。レース間のインターバルは次レースのパドック・オッズの紹介や当該レースの結果等をBGMをバックに流す程度である。但し重賞競走のある日はスタジオ進行の司会・解説者はいる模様。

## 競馬ダイジェスト
- ダイジェスト放送は1993年度からのスタートで、1993年度は火曜日のみ、1994年度 - 1995年度は火曜日と木曜日、1996年度 - 1998年度は火曜日と水曜日と木曜日、1999年度から全開催日（天候不良による中止が発生した場合の代替開催日は放送しないこともある）に拡大した。
- 2009年度までは原則火曜-木曜は23:30-23:45、開催日の月・金曜は24:40-24:55の放送で、メインレースはノーカット、それ以外の全レースはゴール前の攻防を実況で振り返り、場内実況・吉田勝彦の解説を入れていた。またレース開催予定日が台風などで開催中止となった場合には、その振り替えとして競馬場案内や重賞回顧などの短編番組を構成して放送していた。
- 2010年4月1日より放送開始時間こそ変更はないがスポンサーの都合により、放送時間を5分（火-木曜23:30-35、月・金曜24:35-40）に縮小。レース実況は省略してレース結果の字幕出しのみにしていた。しかし、2011年3月1日の開催から視聴者の要望に応えて一部変更され、後半の最終から数えて3レース分についてはゴール前のレース実況を復活させ、それと上位3着馬までの結果・払戻金を。それ以外は簡易早見表で1着馬と3連単の結果のみを表示する方式に改めた。
- 2012年4月からは放送時間が10分に延長（火-木曜23:30-40、月・金曜は2012年のみ24:35-45、それ以降は24:30-40）された。後半の最終から数えてメインレースを除く5レース分についてはゴール前のレース実況、メインレースはノーカットを復活させ、それ以外は簡易早見表で1着馬と3連単の結果のみを表示する方式に改めた。なお日により、兵庫県競馬が発売するダートグレード競走の結果をノーカットでレース映像を流す場合もある。この時、ゴール前のレース実況が少なくって、1着馬と3連単の結果を表示するレースが多くなる。
- 2014年4月からは夏季にその金ナイターの影響であまり開催されない火曜日のみ放送時間が24:30-40になる。
- 2015年9月30日に最終回となり、特別番組としての放送を除いた公営競技のレギュラー放送は、中央競馬を除き完全終了となった。なお今後は、YouTubeのそのだ・ひめじけいば公式チャンネルを使い、翌日開催分のレース展望番組（MC・竹之上次男、三宅きみひとのどちらか1名、解説・在阪スポーツ6紙<ニッカン、スポーツ報知、スポニチ、サンスポ、デイリー、大スポ>と競馬キンキのトラックマン代表日替わり1名）を配信するほか、そのだ・ひめじけいば公式サイトでのビデオオンデマンド、並びに地方競馬ナイン（スカパー!・ケーブルテレビ向け有料放送）を強化していく[1]